# Приказчик

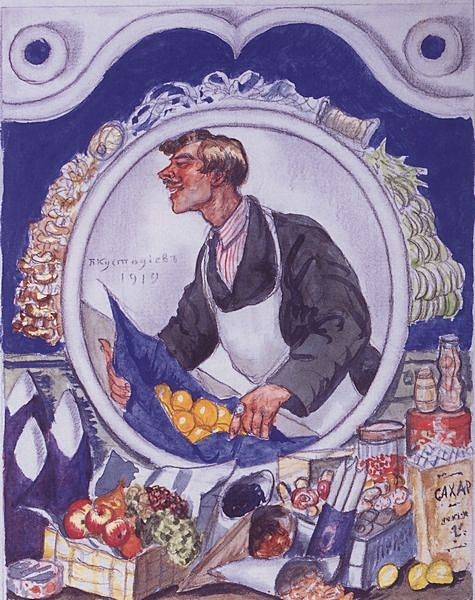
Б. М. Кустодиев, «Приказчик», 1919 г.

Приказчик — наёмный торговый служащий в дореволюционной России. Приказчики работали по письменному договору (и получали по нему жалование) в купеческих лавках или в помещичьих имениях, исполняя должности управляющего хозяйством или поверенного в делах, представителя хозяина. Словоупотребление основывается на приведённом в словаре Даля обороте «приказывать что-либо кому-либо», который имеет значение «поручать, отдавать на руки, на попечение, отдать под чье начальство». Таким образом, данное понятие приблизительно соответствует нынешнему понятию менеджера, управленца, управителя.

## История
В период т. н. кормлений, в допетровской Руси, прежде всего Московской, существовала должность городового приказчика, в чьи обязанности входило управление городом, а после введения института городского управления воеводами — бывшим приказным человеком, наряду с наместниками временно исполняющим обязанности по управлению городом. Городовые приказчики собирали подати в городах, отводили земли монастырям и исполняли некоторые полицейские и судебные обязанности.
В современном значении это слово, по-видимому, стало употребляться после петровских реформ. В указе от 14 мая 1723 года, регулирующем деятельностей торговых представителей, говорится, что «купецким русским людям, у которых прикащики и в лавках сидельцы торгуют именами хозяйскими, впредь тех сидельцев имена хозяевам их записывать в таможне…». После революции 1917 года приказчиками также стали называть служащих государственных торговых учреждений, например, кооперативных магазинов. После 1930-х годов термин «приказчик» окончательно перестал употребляться по отношению к торговым служащим.

## Приём на работу
Приём приказчиков осуществлялся как и по записям с поручительством, так и без них. Договоры по приёму совершались через явку у нотариуса. В договоре оговаривались срок службы, жалование (заработная плата), предоставляемое жильё и содержание. Все эти требования могли различаться в зависимости от условия, взаимного с работодателями. При отсутствии упоминания в договоре требований касаемо жалования и содержания, а также отсутствия самого договора, принимавшийся на работу приказчик не был вправе законно требовать их. Также в договоре должно было быть упомянуто об ознакомлении принимаемого приказчика о текущем на тот момент положении торговых служащих в России. Тем не менее, к началу XX века российское законодательство касаемо торговых служащих всё ещё сильно отставало от такового в других странах.
«Эволюцию» приказчиков в торговых предприятиях на примере Петербурга начала XX века описывает петербургский краевед Лев Лурье. До приказчиков могли дослужиться т.н. «мальчики», служки-выходцы из деревни, в случае, если они достигли юношеского возраста и всё это время добросовестно служили хозяину. В противном случае их, «питерскую браковку», отсылали обратно в деревню, где пользовались презрением. Зачастую приказчики могли быть земляками, выходцами из одной губернии или поселения (например, из Ярославщины). Старшие приказчики могли жениться на купеческих дочерях или сами становиться купцами (например, если хозяин-купец давал старшему приказчику кредит на постройку собственной лавки). Такая мобильность в Петербурге была относительно высокая: от 5-8 % «мальчиков» (в зависимости от профессии) в конце концов становились мелкими хозяевами. Приказчики сельского происхождения могли как и остаться в городе (в том числе женившись и таким образом заведя семью), так и вернуться в деревню, подзаработав денег и привнося туда элементы городского быта. Большая часть таких приказчиков поступала вторым образом.

## Обязанности
Приказчик был обязан выполнять все поручения своего работодателя и уважительно относиться как и к нему, так и к его семье. Управлять чужими делами и брать чужую продукцию без разрешения хозяина-работодателя было запрещено. Старшие приказчики были обязаны закупать товар мелким оптом. В свою очередь работодатель был в ответе за своих приказчиков
По словам Лурье, приказчики, наряду с половыми (трактирными официантами), прибегали к сочетанию «ушлости, услужливости; того, что ты всегда в хорошем настроении», что было чрезвычайно важным для сферы торговли.
За провинность приказчиков подвергали наказанию в виде штрафа. В тяжких случаях приказчиков могли арестовывать и подвергать тюремному заключению, а до 1884 года — и в смирительном доме, (например, тюрьма или исправительный дом, наряду со штрафом, грозила приказчику в случае, если он срывал кредитную сделку своего хозяина). «Мальчиков» за провинность пороли розгами при хозяине или их родителях. Впрочем, хозяева могли прощать своих приказчиков/«мальчиков» за проступки, после чего предписывавшегося законодательством наказания не следовало бы.